# Helina arcuatiabdomina
Helina arcuatiabdomina este o specie de muște din genul Helina, familia Muscidae, descrisă de Feng și Fan în anul 2001.
Este endemică în Sichuan. Conform Catalogue of Life specia Helina arcuatiabdomina nu are subspecii cunoscute.